# Mazowiecki Hufiec Harcerzy „Kresy” im. hm. RP Henryka Glassa
Mazowiecki Hufiec Harcerzy "Kresy" im. hm. RP Henryka Glassa – "Chudego Wilka" – jednostka terytorialna Mazowieckiej Chorągwi Harcerzy ZHR. Zrzesza drużyny i gromady działające na terenie Podkowy Leśnej, Komorowa, Brwinowa, Grodziska Mazowieckiego, Ożarowa Mazowieckiego, Żyrardowa, Książenic i Leszna.

## Historia
Hufiec powstał 11 listopada 2000 r. rozkazem L12/00 komendanta chorągwi Konrada Obrębskiego. W jego skład weszły drużyny wydzielone z Hufca "Klucz" oraz Związek Drużyn Harcerzy Ziemi Skierniewickiej. W 2008 roku hufcowi nadano patrona – hm. RP Henryka Glassa "Chudego Wilka".

## Hufcowi
- phm. Przemysław Bryksa HR (2000 – 2002)
- phm. Konrad Bronowski HR (2002 – 2003)
- phm. Łukasz Paczesny HR (2003 – 2005)
- hm. Bartłomiej Godzisz HR (2005 – 2008)
- phm. Marek Biedrzycki HR (2008 – 2010)
- phm. Karol Kobyliński HR (2010 – 2012)
- phm. Maciej Jaworski HR (2012 – 2013)
- phm. Tomasz Skorupski HR (2013 – 2015)
- phm. Adam Skarżyński HR (2015 – 2021)
- pwd. Antoni Kutyło HR (2021 – 2023)
- pwd. Mikołaj Siwczuk HO (2023 – 2024)
- phm. Michał Mandes HR (2024 – obecnie)

## Jednostki hufca

### Obecnie w hufcu działa 9 jednostek (stan na 7 V 2025 r.)

#### Gromady zuchów

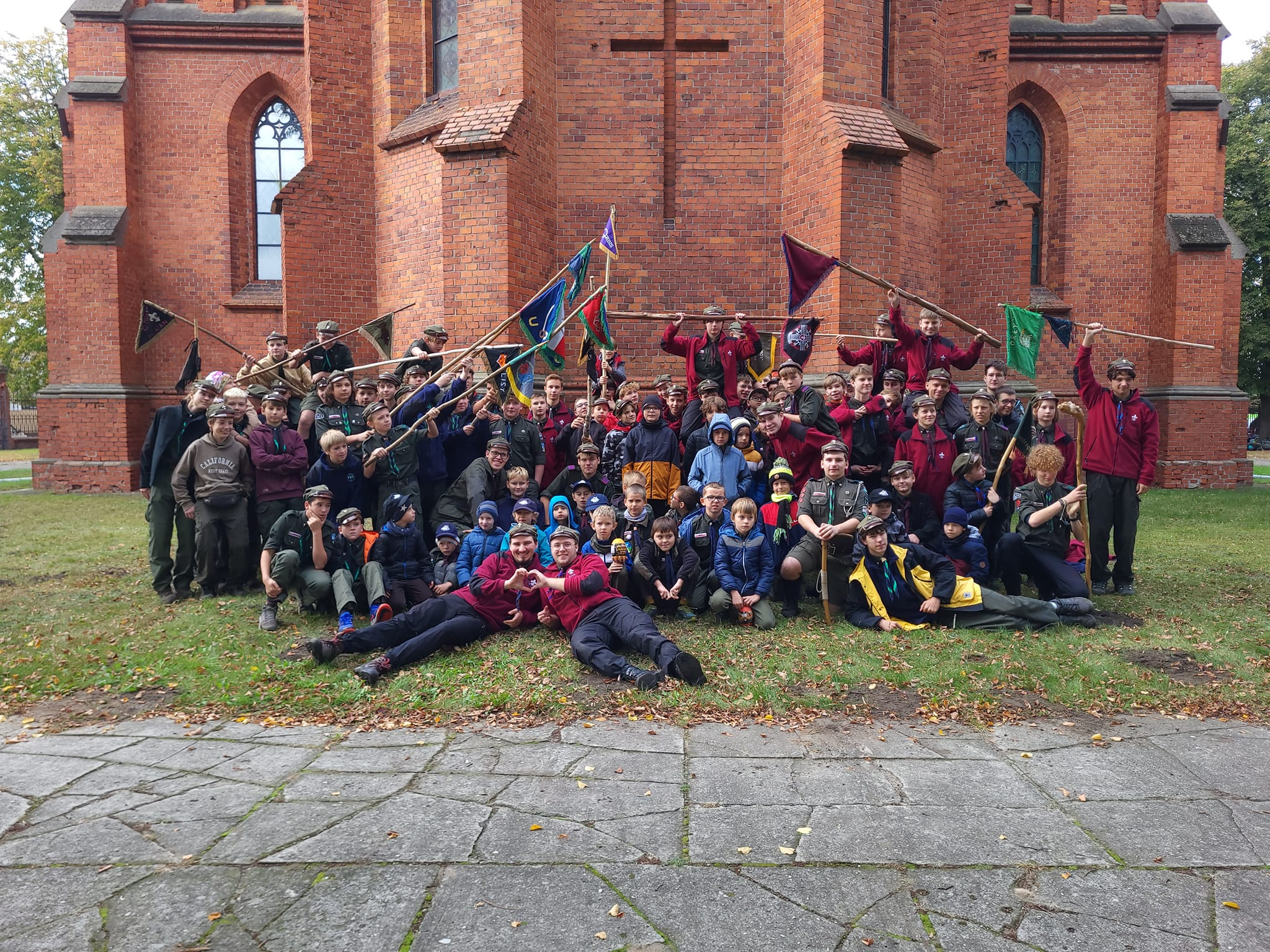
Mazowiecki Hufiec Harcerzy "Kresy" na zlocie hufca w 2024 roku

- 60 Brwinowska Gromada Zuchów "Rycerze z Zaczarowanego Lasu" (drużynowy pwd. Jan Bryksa HO)
- 60 Grodziska Gromada Zuchów "Odkrywcy Niezbadanych wód" (drużynowy pwd. Szymon Biliński HO)
- 63 Kampinoska Gromada Zuchów "Wojowie z Zamczyska" (drużynowy pwd. Bartłomiej Stelmaszczyk HO)

#### Drużyny harcerzy
- 32 Mazowiecka Drużyna Harcerzy "Akwilon" (drużynowy HO Stanisław Szepietowski)
- 60 Mazowiecka Drużyna Harcerzy "Łowcy" im. św. o. Maksymiliana Marii Kolbe (drużynowy pwd. Antoni Sarna HR)
- 60 Mazowiecka Drużyna Harcerzy "Burza" (drużynowy phm. Szymon Woźnicki HR)
- 63 Kampinoska Drużyna Harcerzy "Husaria" im. bł. ks. Józefa Stanka SAC (drużynowy phm. Michał Mandes HR)
- 93 Mazowiecka Drużyna Harcerzy "Na szczycie" (drużynowy pwd. Szymon Kucharczyk HO)

#### Drużyny wędrowników
- 21 Mazowiecka Drużyna Wędrowników "Echo" (drużynowy pwd. Ignacy Tworzydło HR)

### Jednostki historyczne hufca

#### Gromady zuchów
- 1 Skierniewicka Gromada Zuchów "Rycerze Królestwa Leśnej Polany" (? - 24.10.2001)
- 32 Mazowiecka Gromada Zuchów "Rozbitkowie Tajemniczej Wyspy" (15.10.2002 - 2004)
- 32  Mazowiecka Gromada Zuchów "Odkrywcy Tajemniczych Lądów" (2011-2015)
- 32 Mazowiecka Gromada Zuchów " Wikingowie z Zielonego Lądu" (05.05.2003 - 02.12.2017; 04.10.2019 - 8.10.2021)
- 60 Błońska Gromada Zuchów "Korsarze z Nadmorskiej Krainy" (14.09.2007 - 2015)

#### Drużyny Harcerzy
- 1 Skierniewicka Drużyna Harcerzy "Grot" (? - 16.05.2007)
- 1 Skierniewicki Zastęp Harcerzy "Grot" (16.05.2007 - 2010)
- 1 Żyrardowska Drużyna Harcerzy (11.12.2001 - 11.06.2002)
- 1 Żyrardowski Samodzielny Zastęp Harcerzy (11.06.2002 - 2002)
- 7 Skierniewicka Drużyna Harcerzy "Błyskawice" (? - 11.01.2001)
- 32 Mazowiecka Drużyna Harcerzy "Orkan" im. Batalionu "Parasol" (10.12.1994 - 21.09.2021; 17.06.2022 - 23.09.2022)
- 32 Mazowiecka Drużyna Harcerzy "Platan" (15.10.2002 - 09.05.2004; 05.03.2006 - 18.09.2011; 16.07.2014 - 16.12.2022)
- 32 Brwinowska Drużyna Harcerzy "Stepy" (08.11.2003 - 31.05.2005)
- 32 Samodzielny Zastęp "Tygrysy" (31.05.2005 - 22.09.2005)
- 32 Mazowiecki Samodzielny Zastęp Harcerzy "Twierdza" (? - 07.2001; 24.10.2001 - 2002)
- 51 Mazowiecka Drużyna Harcerzy "Grąd" (06.10.2006 - 03.12.2010)
- 60 Błońska Drużyna Harcerzy "Szarża" (? - 22.09.2005; 09.09.2017 - 2019)

#### Drużyny wędrowników
- 1 Łowicki Patrol Wędrowników "Samarytanie" (? - 24.10.2001)
- 32 Mazowiecki Patrol Wędrowników "Bastion" (23.01.2010 - 2012)

## Komenda hufca

### Obecnie w skład komendy hufca wchodzi 2 członków (stan na 7 V 2025 r.)
- hufcowy – phm. Michał Mandes HR

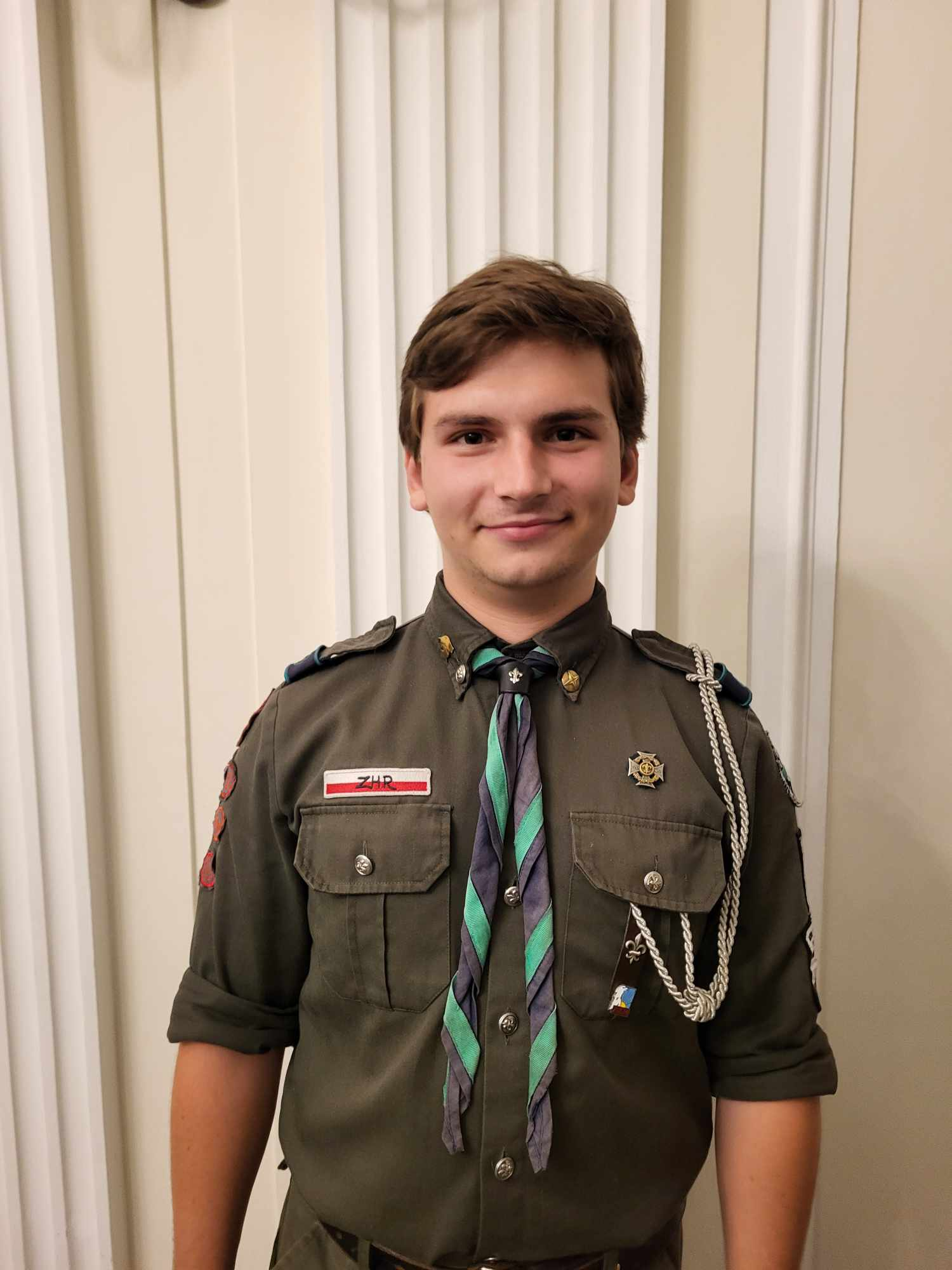
hufcowy MHH-y "Kresy" - phm. Michał Mandes HR

- członek komendy hufca - pwd. Piotr Radkiewicz HR

## Instruktorzy hufca

### Obecnie w hufcu działa 13 instruktorów (stan na 7 V 2025 r.)
- phm. Michał Mandes HR
- phm. Szymon Woźnicki HR
- pwd. Jacek Wardęski HR
- pwd. Antoni Kutyło HR
- pwd. Tadeusz Tworzydło HR
- pwd. Piotr Radkiewicz HR
- pwd. Antoni Sarna HR
- pwd. Ignacy Tworzydło HR
- pwd. Mikołaj Siwczuk HO
- pwd. Szymon Biliński HO
- pwd. Patryk Goliszewski HO
- pwd. Bartłomiej Stelmaszczyk HO
- pwd. Jan Bryksa HO

## Kapituły stopni w hufcu

### Obecnie w hufcu działają dwie kapituły (stan na 7 V 2025 r.)

#### Kapituła Harcerza Orlego
- przewodniczący KHO pwd. Ignacy Tworzydło HR
- sekretarz KHO pwd. Mikołaj Siwczuk HO
- członek KHO phm. Szymon Woźnicki HR
- członek KHO pwd. Tadeusz Tworzydło HR
- członek KHO pwd. Antoni Sarna HR
- członek KHO pwd. Szymon Biliński HO
- członek KHO pwd. Bartłomiej Stelmaszczyk HO
- członek KHO pwd. Szymon Kucharczyk HO

- członek KHO HO Stanisław Szepietowski
- członek KHO HO Jeremiasz Piotrowski
- członek KHO HO Stanisław Brudziński

#### Kapituła Harcerza Rzeczypospolitej
- przewodniczący KHR hm. Adam Skarżyński HR
- sekretarz KHR pwd. Antoni Kutyło HR
- członek KHR hm. Michał Rozbiewski HR
- członek KHR phm. Mateusz Pawelec HR
- członek KHR phm. Michał Mandes HR
- członek KHR pwd. Jacek Wardęski HR
- członek KHR pwd. Tadeusz Tworzydło HR

## Patron Hufca
5 października 2008, na Mszy św. w kaplicy Muzeum Powstania Warszawskiego, hm. Michał Kuczmierowski HR – komendant Mazowieckiej Chorągwi Harcerzy nadał rozkazem patrona – hm. RP Henryka Glassa.
Starania trwały równo dwa lata. Na Zlocie Hufca w 2006 r. podczas Rady Hufca zapadła decyzja zdobywaniu patrona “Chudego Wilka”. W porozumieniu z hm. Andrzejem Glassem – synem Henryka ułożono wymagania próby. Zdobywanie rozpoczęło się 19 stycznia 2007 r. Zadania dotyczyły całego hufca, poszczególnych drużyn oraz indywidualnego rozwoju każdego instruktora.
5 października 2008 zameldowaliśmy hm. Andrzejowi Glassowi i komendantowi Chorągwi Mazowieckiej o wykonaniu zadań.

## Szkoła Zastępowych
Od 2001 w hufcu działa Szkoła Zastępowych "Dębina". Szef szkoły zastępowych: pwd. Szymon Woźnicki HR